# Säter
Säter è una cittadina della Svezia centrale, capoluogo del comune omonimo, nella contea di Dalarna; nel 2020 contava 11 161 abitanti, su un'area di 3,78 km².